# John Blow
Pour les articles homonymes, voir Blow.
Œuvres principales
- Venus and Adonis (1683)

John Blow est un organiste et compositeur anglais de musique baroque, né en février 1649 et mort le 1er octobre 1708 à Londres. Il devient dès le milieu de la vingtaine l'un des musiciens les plus en vue d'Angleterre et par la suite le maître d'Henry Purcell.

## Biographie
John Blow est le second enfant d'Henry et Katherine Blow. La date et le lieu de sa naissance ne sont pas certains bien qu'il déclare être né à Newark-on-Trent et qu'il est baptisé le 23 février 1648. Il étudie certainement à la Magnus Song School de Newark et entre dès 1660, à l'âge de onze ans, dans le chœur de la Chapel Royal, dirigée alors par Henry Cooke. Il montre très tôt des talents de composition et écrit, pendant qu'il est encore jeune choriste, trois anthems qui entrent dans le répertoire de la chorale. Malgré sa mue, il continue de chanter de manière informelle sous la protection d'Henry Cooke pendant plusieurs années et apprend en parallèle l'orgue, certainement avec Christopher Gibbons, un des organistes de la chapelle.
Il est nommé organiste de l'abbaye de Westminster à partir de 1668. De cette période ressort principalement son premier anthem d'envergure, Oh Lord, I have sinned, composé pour les funérailles de George Monck, duc d'Albemarle, en 1670. John Blow prend peu à peu plus d'importance au sein des musiciens de la ville et est nommé maître du Chœur des enfants de la Chapel Royal. Il épouse en septembre 1674 la fille d'Edward Braddock, Elizabeth, maître des choristes de l'abbaye de Westminster, avec qui il a cinq enfants, et devient la même année gentleman.
Il est par la suite nommé organiste à la Chapel Royal par Jacques II, qu'il partage avec son élève Henry Purcell à partir de 1682. Parmi ses autres élèves, on compte notamment William Croft, Jeremiah Clarke[réf. souhaitée] ; le compositeur devient par ailleurs très ami avec Henry Purcell. D'ailleurs, l'âge venant, il lui cède sa place de titulaire de l'orgue de Westminster en 1679 mais la reprend finalement après sa mort prématurée en 1695. Le compositeur écrit en son hommage une composition intitulée, Ode on the Death of Mr. Henry Purcell, créée en 1696. Cumulant plusieurs fonctions, John Blow devient également compositeur, aumônier et maître de chapelle de la cathédrale Saint-Paul de Londres jusqu'en 1703.
John Blow meurt à Londres le 1er octobre 1708 à l'âge de 59 ans.

## Œuvre
La plus grande partie de son œuvre consiste en musique vocale sacrée, avec notamment les Choice Songs and Airs qu'il fait publier entre 1679 et 1684. Il compose durant sa vie plus de cent anthems, pièces vocales profanes. Il est également l'auteur d'environ cent pièces pour clavecin, instrument qu'il explore abondamment, avec l'orgue. Également compositeur de circonstance, il écrit notamment une pièce pour le couronnement de Jacques II en 1685 et celui de Guillaume III et Marie II en 1689. Il compose aussi notamment pour Arabella Hunt, proche de la reine Marie et de la princesse Ann[réf. souhaitée].
Son œuvre la plus connue reste le masque ou opéra, Venus and Adonis de 1683, créé à la cour du roi Charles II à Londres. Cet opéra de chambre primitif à la manière italienne, le seul ouvrage lyrique pour la scène du compositeur, est généralement considéré comme le tout premier opéra anglais. Par ailleurs, il sert selon toute probabilité de modèle à Henry Purcell pour son chef-d'œuvre, Dido and Aeneas (en français : Didon et Énée).